# Westelijke bosbladspeurder
De westelijke bosbladspeurder (Automolus virgatus) is een zangvogel uit de familie Furnariidae (ovenvogels).

## Verspreiding en leefgebied
Deze soort komt voor van oostelijk Nicaragua tot westelijk Ecuador en telt vier ondersoorten:
- A. v. nicaraguae: oostelijk Nicaragua.
- A. v. virgatus: Costa Rica en westelijk Panama.
- A. v. assimilis: van oostelijk Panama tot westelijk Colombia en westelijk Ecuador.
- A. v. cordobae: noordwestelijk Colombia.